# Minutius tenuis
Minutius tenuis là một loài bọ cánh cứng trong họ Cerambycidae.